# 刘宏 (1964年)
刘宏（1964年1月—），山东大学晶体材料国家重点实验室教授、博士生导师，济南大学前沿交叉科学研究院院长。主要研究方向为生物传感材料与器件、组织工程与干细胞分化、纳米能源材料、光电功能材料等。申请和授权的发明专利数十项，2009年获得中国建材科技进步一等奖。

## 个人经历

### 教育经历
- 1981年9月至1985年7月，在山东轻工业学院无机非金属材料专业学习 ，获工学学士学位；
- 1995年3月至1997年12月，在山东大学凝聚态物理专业学习，获理学硕士学位；
- 1998年9月至2001年6月，在山东大学材料学专业学习，获工学博士学位；

### 工作经历
- 1985-2002年在山东轻工业学院材料学科与工程系任教，后晋升副教授；
- 2002年起，在山东大学晶体材料国家重点实验室任教授，后任博士生导师；
- 2005-2006年在美国佐治亚理工学院访问研究；
- 2017年3月起，任济南大学前沿交叉科学研究院院长；[3][4]